# Stor-Furuön

Stor-Furuön är en ö i Lule skärgård. Ön ligger söder om Fjuksön och norr om Lappön. På den södra sidan av ön ligger Lule skärgårds enda gravröse.